# La guerra de Trapper County
La guerra de Trapper County (título original: Trapper County War) es una película estadounidense de acción y aventura de 1989, dirigida por Worth Keeter, escrita por Russell V. Manzatt, musicalizada por Shuki Levy, en la fotografía estuvo Irl Dixon y los protagonistas son Rob Estes, Betsy Russell y Bo Hopkins, entre otros. El filme fue producido por Noble Entertainment Group.

## Sinopsis
Unos chicos que están en Carolina del Norte, se meten en una situación complicada con una familia, esto ocurre cuando quieren ponerle fin al abuso de la hijastra.